# Cold Wind to Valhalla
Cold Wind to Valhalla è un brano musicale del gruppo musicale rock britannico Jethro Tull, che descrive il paradiso dei vichinghi, il Valhalla, tramite la descrizione di una morte. Fu pubblicata come singolo in Russia su Flexy-disc a 45 giri su etichetta discografica Bud Kon.

## Descrizione
Il pezzo è, come d'uso per i Jethro Tull, rock ma con armonie folk ispirate a vecchie ballate popolari. A differenza del passato, in questo brano (come in gran parte dell'album) vengono introdotti sistematicamente strumenti ad arco.
Nel 2015 è stato rimasterizzato e rimissato da Steven Wilson per la versione del quarantesimo anniversario dell'album originale.